# Hauke Wendt

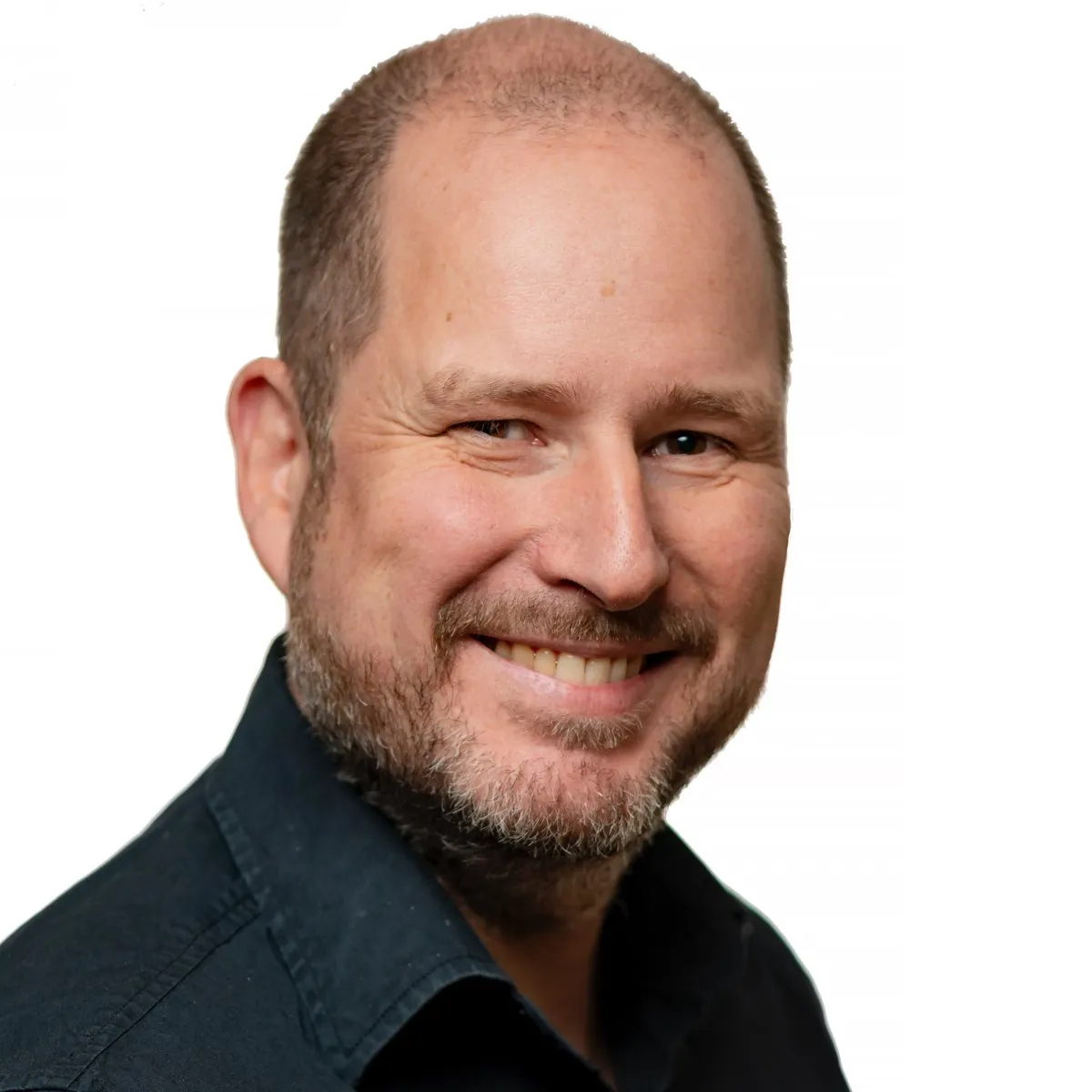
Hauke Wendt (2023)

Hauke Wendt (* 7. Juli 1975 in Hamburg) ist ein deutscher Dirigent, Musiker und Theaterproduzent.

## Leben und Wirken
Hauke Wendt übernahm unmittelbar nach seinem Abitur 1995 die Rolle des Jerry Allison bei Buddy – die Buddy Holly Story (später: Buddy – das Musical) im Neue Metropol Musicaltheater (heute: Theater im Hafen) in Hamburg.
Als Drummer und Percussionist war er für Musicalproduktionen wie Cats, Jekyll & Hyde und Disney’s Beauty and the Beast (u.A. auf der von Disney Theatrical produzierten UK Tour) tätig. Außerdem spielte er Joseph and the Amazing Technicolor Dreamcoat, Tanz der Vampire, Elisabeth, Disney’s Aida und Das Phantom der Oper, Der Medicus sowie Crazy for You, Witchcraft – The Magic of Cy Coleman, Piaf, Elvis liebt Dich, Shockheaded Peter, Der Zauberer von Oz, La Cage auf Folles, Im weißen Rößl und Disney’s Aladdin tätig.
Als Dirigent und/oder Musikalischer Leiter war er tätig für Produktionen wie Cats, Disney’s Aida und Elisabeth, Disney’s Camp Rock, Hairspray JR, 42nd Street, Chicago, Rumpelstilzchen, Lilli in Sturmland, Paw Patrol live – das große Rennen, King Kong, Tarifzone Liebe, Disney in Concert: Dreams come True und Abbamania The Show.
Als Theaterproduzent verantwortete Hauke Wendt unter anderem die 24-Stunden Musicals Benefizveranstaltungen in Ahrensburg, Buddy forever und Mord am Mikro.
Als Musikproduzent verantwortete Hauke Wendt die Studioaufnahmen für die Musikrevue Sixties Girls und war 2023 zudem Komponist für die Show anlässlich der Wiedereröffnung der Alsterschwimmhalle in Hamburg.
Hauke Wendt ist ein geschäftsführender Gesellschafter der Musical Creations Entertainment GmbH. Er ist verheiratet mit der Regisseurin und Choreografin Jacqueline Dunnley-Wendt. Gemeinsam haben sie zwei Söhne und leben in Ahrensburg bei Hamburg.